# Campionati mondiali di orientamento

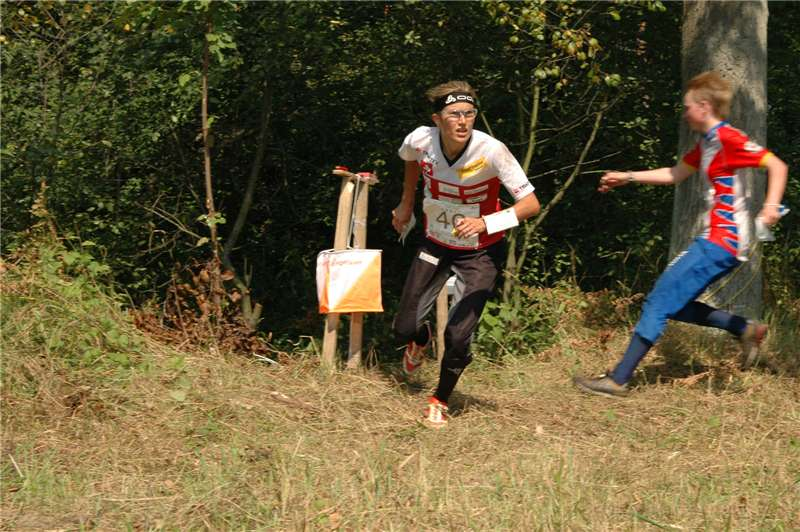
Simone Niggli-Luder (1°) e Marianne Andersen (2°) al WOC 2007 - prova middle

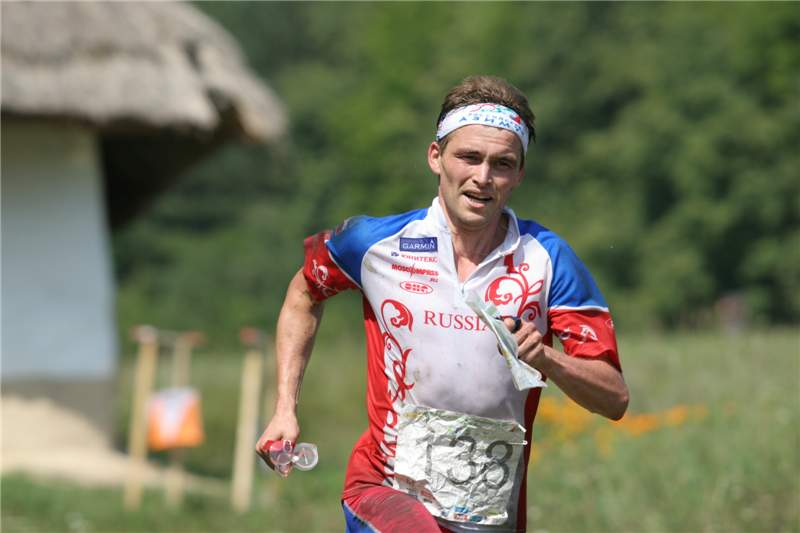
Andrej Chramov (2°) al WOC 2007 - prova long

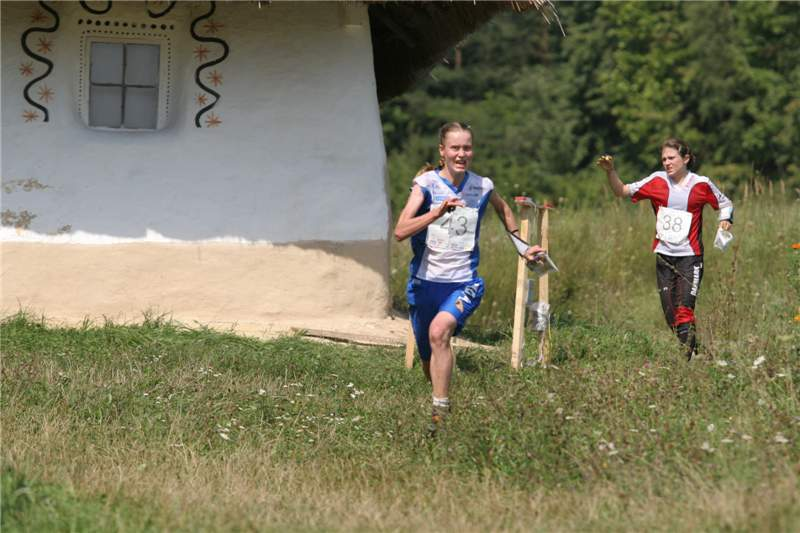
Heli Jukkola (1°) al WOC 2007 - prova long

I Campionati mondiali di orientamento sono stati fondati nel 1966. È una manifestazione di orientamento che si svolgeva ogni due anni fino al 2003 (con eccezione del 1978-1979). Dal 2003, le competizioni hanno svolgimento annuale.
Originariamente c'erano due discipline, una individuale e l'altra a staffetta. Le tre nazioni che hanno vinto in totale più medaglie sono Svezia, Norvegia e Svizzera. L'atleta che nel corso degli anni ha vinto più titoli mondiali è la svizzera Simone Niggli-Luder.
Ci sono più prove:
- Staffetta - a tre frazioni
- Staffetta Sprint  - a quattro frazioni (mista) dall'edizione WOC 2014
- Lunga distanza
- Media distanza
- Sprint

## Edizioni
| Anno | Periodo              | Località                                      | Info e risultati |
| ---- | -------------------- | --------------------------------------------- | ---------------- |
| 1966 | 1-2 ottobre          | Fiskars, Finlandia                            |                  |
| 1968 | 28-29 settembre      | Linköping, Svezia                             |                  |
| 1970 | 27-29 settembre      | Friedrichroda, Repubblica Democratica Tedesca |                  |
| 1972 | 14-16 settembre      | Staré Splavy, Cecoslovacchia                  |                  |
| 1974 | 20-22 settembre      | Silkeborg, Danimarca                          |                  |
| 1976 | 24-26 settembre      | Aviemore, Regno Unito                         |                  |
| 1978 | 5-17 settembre       | Kongsberg, Norvegia                           |                  |
| 1979 | 2-4 settembre        | Tampere, Finlandia                            |                  |
| 1981 | 4-6 settembre        | Thun, Svizzera                                |                  |
| 1983 | 1-4 settembre        | Zalaegerszeg, Ungheria                        |                  |
| 1985 | 4-6 settembre        | Bendigo, Australia                            |                  |
| 1987 | 3-5 settembre        | Gérardmer, Francia                            |                  |
| 1989 | 17-20 agosto         | Skaraborg, Svezia                             |                  |
| 1991 | 21-25 agosto         | Mariánské Lázně, Cecoslovacchia               |                  |
| 1993 | 9-14 ottobre         | West Point, Stati Uniti                       |                  |
| 1995 | 15-20 agosto         | Detmold, Germania                             |                  |
| 1997 | 11-16 agosto         | Grimstad, Norvegia                            |                  |
| 1999 | 1-8 agosto           | Inverness, Regno Unito                        |                  |
| 2001 | 29 luglio - 4 agosto | Tampere, Finlandia                            |                  |
| 2003 | 3-9 agosto           | Rapperswil-Jona, Svizzera                     |                  |
| 2004 | 11-19 settembre      | Västerås, Svezia                              |                  |
| 2005 | 9-15 agosto          | Aichi, Giappone                               |                  |
| 2006 | 1-5 agosto           | Aarhus, Danimarca                             |                  |
| 2007 | 18-26 agosto         | Kiev, Ucraina                                 |                  |
| 2008 | 1-5 agosto           | Olomouc, Repubblica Ceca                      |                  |
| 2009 | 18-23 agosto         | Miskolc, Ungheria                             |                  |
| 2010 | 8-15 agosto          | Trondheim, Norvegia                           |                  |
| 2011 | 10-20 agosto         | Savoia, Francia                               |                  |
| 2012 | 14-21 luglio         | Losanna, Svizzera                             |                  |
| 2013 | 6-14 luglio          | Vuokatti, Finlandia                           |                  |
| 2014 | 5-12 luglio          | Asiago-Veneto e Trentino-Alto Adige, Italia   |                  |
| 2015 | 1-7 agosto           | Inverness, Scozia                             |                  |
| 2016 | 20-28 agosto         | Strömstad-Tanum, Svezia                       |                  |
| 2017 | 1-7 luglio           | Otepää, Estonia                               |                  |
| 2018 | 4-10 agosto          | Daugavpils, Lettonia                          |                  |